# Fairyland (singel Ayumi Hamasaki)
fairyland – trzydziesty szósty singel japońskiej piosenkarki Ayumi Hamasaki, wydany 3 sierpnia 2005. Jest to pierwszy singel piosenkarki, który posiada różne okładki dla wersji CD i CD+DVD. Teledysk do utworu tytułowego został nakręcony na Hawajach. W pierwszym tygodniu sprzedano 172 221 kopii, natomiast 316 663 kopii całościowo w Japonii, a 388 000 kopii przez wytwórnię Avex.

## Lista utworów
| CD  |                                              |                                     |                 |      |
| Nr  | Tytuł                                        | Muzyka                              | Aranżacja       | Czas |
| 1.  | "fairyland (Original Mix)"                   | tasuku                              | HΛL             | 5:18 |
| 2.  | "alterna (Original Mix)"                     | Shintarou Hagiwara & Sousaku Sasaki | CMJK            | 5:28 |
| 3.  | "STEP you (DJ TAKI-SHIT More Step Up Remix)" | Kazuhiro Hara                       |                 | 4:16 |
| 4.  | "fairyland (Bright Field mix)"               | tasuku                              |                 | 5:30 |
| 5.  | "fairyland (Original Mix -Instrumental-)"    | tasuku                              | HΛL             | 5:18 |
| 6.  | "alterna (Original Mix -Instrumental-)"      | Shintarou Hagiwara & Sousaku Sasaki | CMJK            | 5:27 |
| DVD |                                              |                                     |                 |      |
| Nr  | Tytuł                                        | Muzyka                              | Reżyser         | Czas |
| 1.  | "fairyland" (Music Clip)                     | tasuku                              | Wataru Takeishi | 5:30 |
| 2.  | "alterna" (Music Clip)                       | Shintarou Hagiwara & Sousaku Sasaki | Kouki Tange     | 5:42 |
| 3.  | "fairyland" (Hawaii Making Photo Clip)       | tasuku                              |                 |      |

## Wystąpienia na żywo
- 27 czerwca 2005 – Hey! Hey! Hey! Music Champ
- 15 lipca 2005 – Music Station
- 30 lipca 2005 – CDTV
- 1 sierpnia 2005 – Hey! Hey! Hey! Music Champ
- 5 sierpnia 2005 – Music Station
- 5 sierpnia 2005 – Music Fighter
- 31 grudnia 2005 – 56th Kōhaku Uta Gassen